# Mystery shopping
Mystery shopping – jedna z metod badania poziomu obsługi klienta polegająca na ocenie jakości usług poprzez wizyty w punktach sprzedaży i obsługi klienta.

## Cel i przebieg badania
Punktem wyjścia badań mystery shopping jest funkcjonowanie w firmie tzw. Standardów Obsługi Klienta, czyli zbioru zasad, którymi pracownicy powinni się kierować w rozmowach z klientami. Mystery Shopping jest metodą sprawdzania, w jakim stopniu standardy są przez pracowników realizowane w codziennej pracy.
Zadanie najczęściej polega na „udaniu się na zakupy” i opisaniu doświadczeń z wizyty w uprzednio przygotowanych kwestionariuszach (tzw. kwestionariuszach obserwacji), obejmujących pytania zamknięte (z kafeterią "Tak"/"Nie") oraz otwarte (pozwalające na pozostawienie komentarzy i uwag).
W szczególności ocenie poddaje się: wygląd placówek, prezentację produktów, mechanizmy budowania lojalności klienta oraz obsługę klienta (obejmującą ocenę takich etapów jak powitanie, rozpoznanie potrzeb konsumenta, umiejętność sugerowania towarów/usług, sposób zachęty do zakupu, pożegnanie). Badana firma otrzymuje raport z wynikami punktowymi, zależnymi od braku lub wystąpienia określonych sytuacji.

## Tajemniczy klienci
Zwani także klientami testowymi, tajemniczymi gośćmi, a także - niesłusznie - ankieterami, to osoby wykonujące badania testowe. Zobowiązani są do postępowania według określonych instrukcji - scenariusz ich zachowania powinien być skonstruowany w sposób odzwierciedlający zachowanie typowego klienta danej firmy. Za badanie zwykle dostają wynagrodzenie, którego wysokość jest zależna od rodzaju badania, jego trudności oraz polityki firmy badawczej.
Tajemniczy klienci przechodzą specjalne szkolenia przed udaniem się na badanie: dotyczą one standardów obsługi w badanej firmie, aby dobrze wiedzieli, co powinni sprawdzić, oraz scenariusza badania.

## Rodzaje audytów
W zależności od formy audytu, wyróżnia się następujące typu badania Tajemniczego Klienta:
- bezpośredni audyt indywidualny - podstawowy rodzaj badania, w którym audytorem jest klient indywidualny (obejmuje obserwację zachowań sprzedawców we wszystkich placówkach sieci klienta);
- bezpośredni audyt biznesowy - audytorem jest klient instytucjonalny (pomiar dokonany przez firmę pozwala diagnozować obszary kompetencji podmiotów konkurencyjnych);
- audyt ekspercki -  audyty i analizy audytów prowadzi zespół ekspercki, obejmujący m.in. specjalistów ds. obsługi klienta, psychologów czy coachów/szkoleniowców;
- audyt telefoniczny - audyt mający na celu ocenę pracy infolinii (tzw. Mystery Calling);
- audyt e-mailowy - audyt mający na celu ocenę pracy internetowej obsługi klienta[1].

## Etyka badań
Ze względu na delikatny charakter badań Mystery Shopping oraz fakt, że z zasady ta metoda ma bardziej oceniać firmę, niż jej pojedynczych pracowników, ustalono surowy zbiór norm etycznych i kodeks dobrych praktyk, które w skrócie można zawrzeć w trzech punktach:
1. Nieetyczna jest negatywna motywacja pracowników na podstawie wyników pojedynczych obserwacji (w szczególności nagana, odbiór premii czy zwolnienie z pracy). Etyczna jest motywacja pozytywna, czyli nagrody i wyróżnienia pracowników, którzy wypadli najlepiej.
2. Pracownicy badanej firmy powinni mieć świadomość prowadzonych badań Mystery Shopping oraz wiedzę co jest badane i w jakim celu. W szczególność pracownicy powinni wiedzieć i wyrazić zgodę na utrwalanie ich głosu lub obrazu podczas badań z użyciem wideo lub podsłuchu oraz ustalić razem z badaną firmą, w jaki sposób materiały te będą przechowywane i niszczone. W Polsce zasady dotyczące nagrywania regulowane są przez ustawę o ochronie danych osobowych, które w praktyce często są łamane zarówno przez firmy badawcze, jak i zlecające badania[2][3][4].
3. Scenariusze stosowane przy badaniach Mystery Shopping muszą być legalne, nie powinny narażać na fizyczne ryzyko i nie mogą wymagać ujawnienia danych osobowych klientów testowych wbrew ich woli. Powinny być też realistyczne, czyli nie odbiegać od przeciętnych zachowań typowych konsumentów.